# Mesquita de Fethiye
La Mesquita de Fethiye (en grec: Φετιχιέ τζαμί/Fetichié tzamí, en turc: Fethiye Camii, 'Mesquita de la conquesta') és un edifici otomà que es troba a l'Àgora romana d'Atenes, a Grècia. Es va erigir entre el 1668 i 1670, damunt una basílica romana d'Orient del segle VIII-IX, convertida en mesquita quan la ciutat fou conquerida pels otomans al 1456. Desafectada per al culte poc després de la Independència de Grècia, l'edifici s'ha destinat a diferents usos abans de ser restaurat en la dècada del 2010. Ara és un espai d'exposició.

## Història

### Substitució d'una mesquita preexistent en elseglexvii
El 4 de juny del 1456, els otomans s'apoderaren d'Atenes, llavors en mans del duc florentí Francesc II Acciaiuoli. Al barri d'Aèrides, al cor de l'Àgora romana, la basílica romana d'Orient del segle VIII-IX, dedicada a la Mare de Déu, fou convertida en mesquita poc abans de la visita de Mehmet II a la ciutat a l'agost del 1458. La visita triomfal del soldà, descrita per Miquel Critobul i Laonic Calcocòndiles, ha estat reconeguda durant molt de temps pels historiadors com a prova de la fundació imperial de la mesquita per la conquesta d'Atenes.
L'edifici, però, no s'esmenta en els textos amb el seu nom actual abans del 1676. Evliya Çelebi, per exemple, no en parla durant la seua visita a Atenes el 1667, descrivint al seu lloc l'«antiga mesquita» (Eski Camii), una de les tres mesquites principals de la ciutat baixa llavors. A més, segons l'historiador Machiel Kiel, la mesquita actual no és un patrocini de Mehmet II, sinó una reconstrucció del 1669-1670, que celebra l'annexió otomana de Creta després de la Guerra de Càndia. Aquesta idea, secundada per recerques recents, és ara acceptada per la comunitat científica.
Durant la breu ocupació veneciana d'Atenes durant la Guerra de Morea, entre octubre del 1687 i maig del 1688, l'edifici esdevingué una església catòlica dedicada a Dionís l'Areopagita.
Pel lloc on és, la mesquita té el nom popular de la Mesquita del Mercat del blat, en grec: Τζαμί του Σταροπάζαρου).

### Usos successius des de la Independència de Grècia
L'edifici fou considerat seu de l'Assemblea del jove estat grec independent, però fou abandonat per a finalitats religioses el 1824 i emprat per la Filómusos Heteria d'Atenes com a lloc d'ensenyament. El minaret degué ser destruït en els anys següents a aquest nou ús.
A partir del 1834, la mesquita ha estat utilitzada com a caserna, presó i fleca militar per a la guarnició atenesa fins al 1935. Els treballs de restauració per netejar l'edifici dels annexos i del guix, es feren sota els auspicis d'Anastasios Orlandos, en el marc de les excavacions de l'Àgora romana.(11)
El 1937, el Règim de Metaxàs preveia la creació d'un museu d'història moderna a Atenes, abans que esclatàs la Segona Guerra Mundial.(12)
Des del 1956 fins a començaments del 2010, la mesquita s'emprà com a dipòsit arqueològic. La retirada de les antiguitats, la restauració del monument i l'obertura al públic, previstes des de finals del segle xx  com a part de la unificació dels jaciments arqueològics de l'Àgora romana, les anuncià el Ministeri de Cultura al 2010. Aprovada pel Consell Arqueològic Central (CAS) el 2013, la campanya de restauració acabà al 2017 amb la reobertura de la mesquita com a espai expositiu.

## Arquitectura
La Mesquita de Fethiye té una planta quadrilobulada, amb una sala d'oració quadrada, delimitada per quatre columnes que sostenen la cúpula, el volum de la qual s'amplia amb quatre semicúpules laterals i quatre cupuletes angulars. Així, la volta simètrica té forma de trèvol de quatre fulles. El mihrab, que indica l'alquibla, té línies senzilles sense ornamentació. L'interior és recobert de guix i manca de decoració policroma, tret d'alguns temes florals en roig i blau sobre el mihrab i la finestra oriental del mur nord.
A fora, un pòrtic amb quatre columnes reutilitzades, coronat per cinc cupuletes i pavimentat amb marbre, serveix d'entrada a l'oest. Als arcs hi ha restes de color. A banda i banda de l'entrada, un nínxol amb mocàrabs separa les dues finestres del pòrtic. Els marcs de marbre de l'entrada i les finestres tenen inscripcions, les més antigues de les quals daten del 1669-1670. El sostre està cobert de teules. El minaret, que deu remuntar-se a la primera mesquita, per la diferent orientació respecte a la resta del monument, només es conserva en la base de l'escala de caragol.
L'orientació de la mesquita és diferent a la de la basílica romana d'Orient, i això permet observar hui part dels fonaments de l'església primitiva.

## Galeria

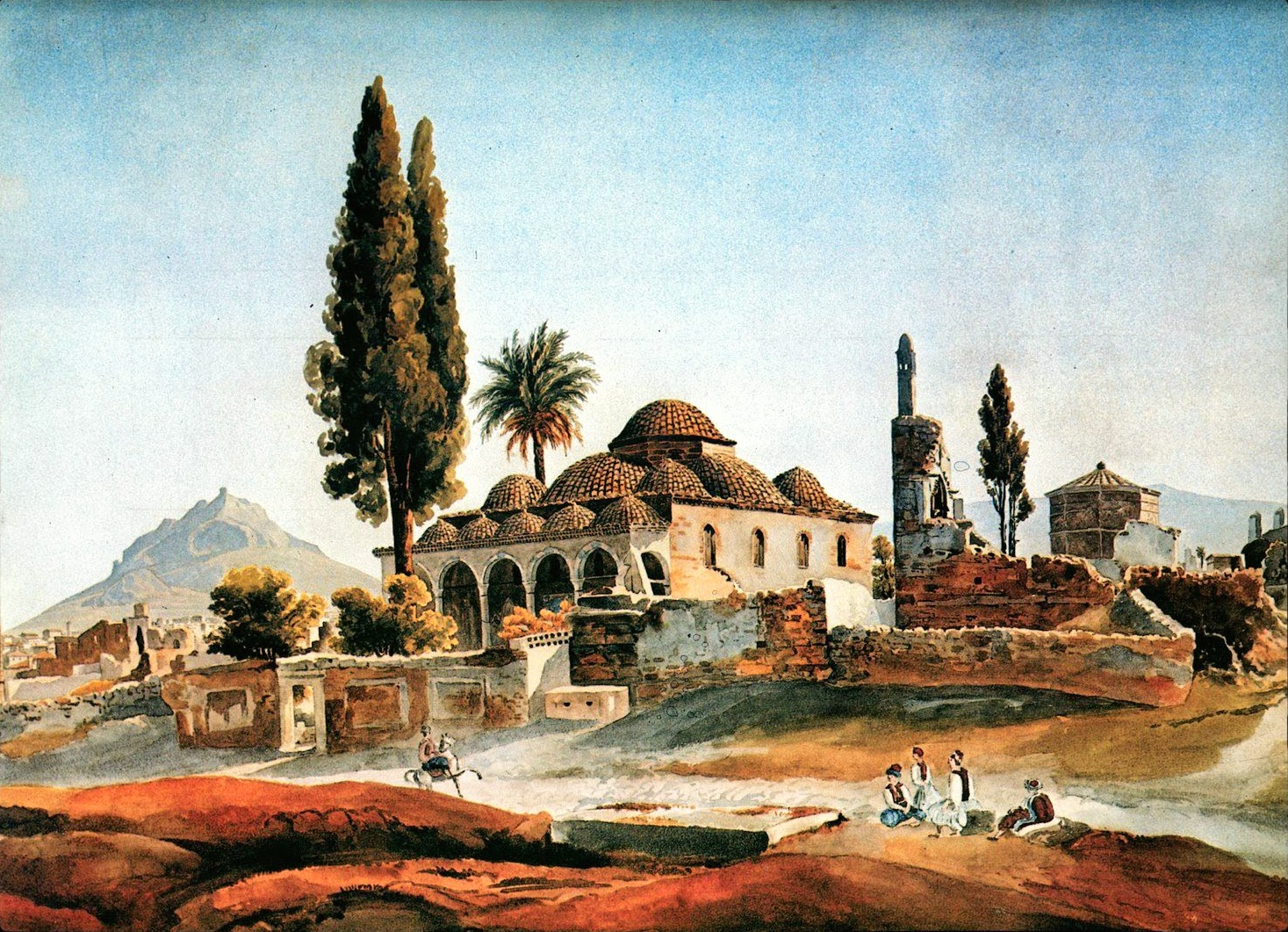
Dibuix de Pierre Peytier cap a 1830
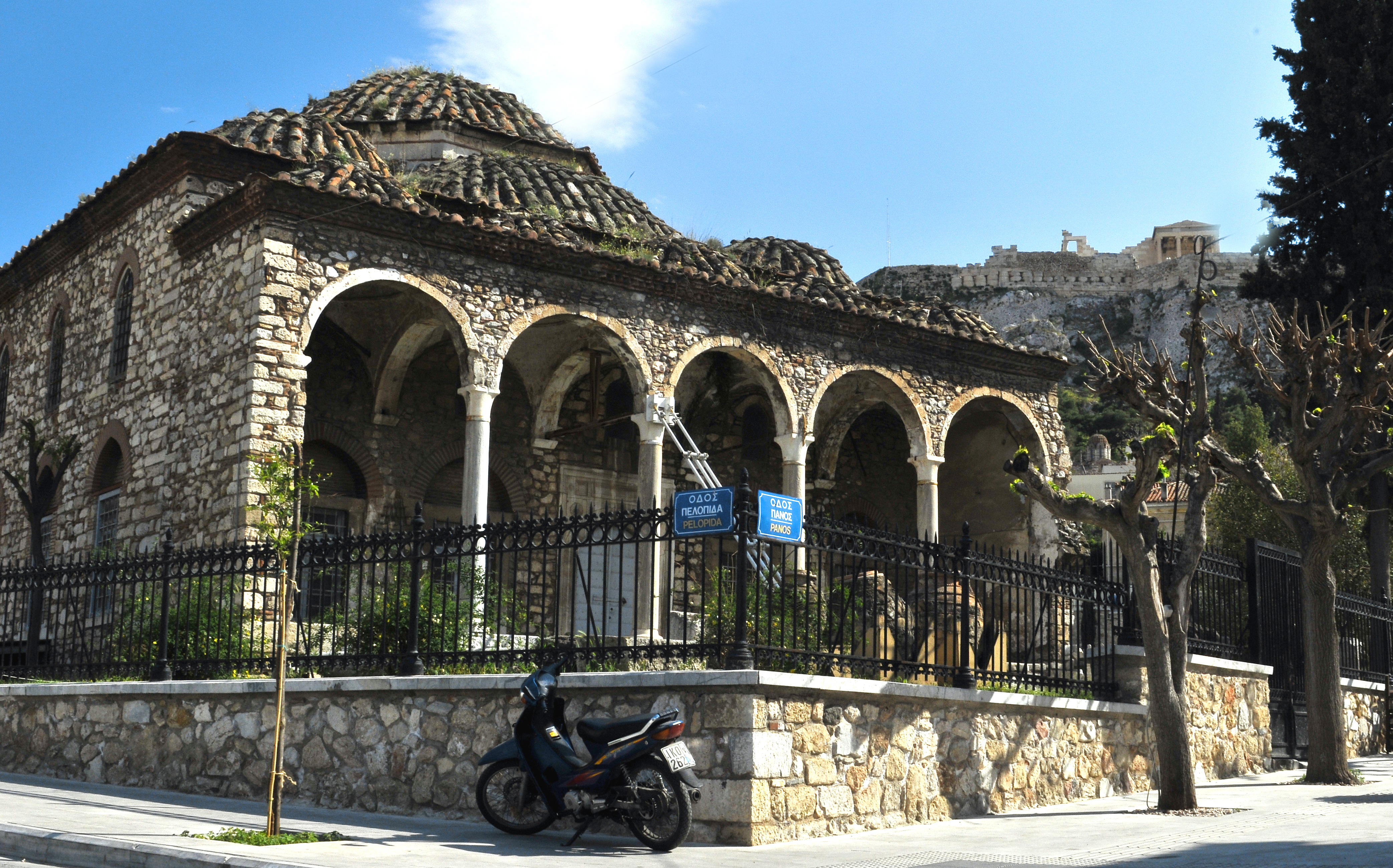
Vista des del nord-oest abans de les obres de restauració
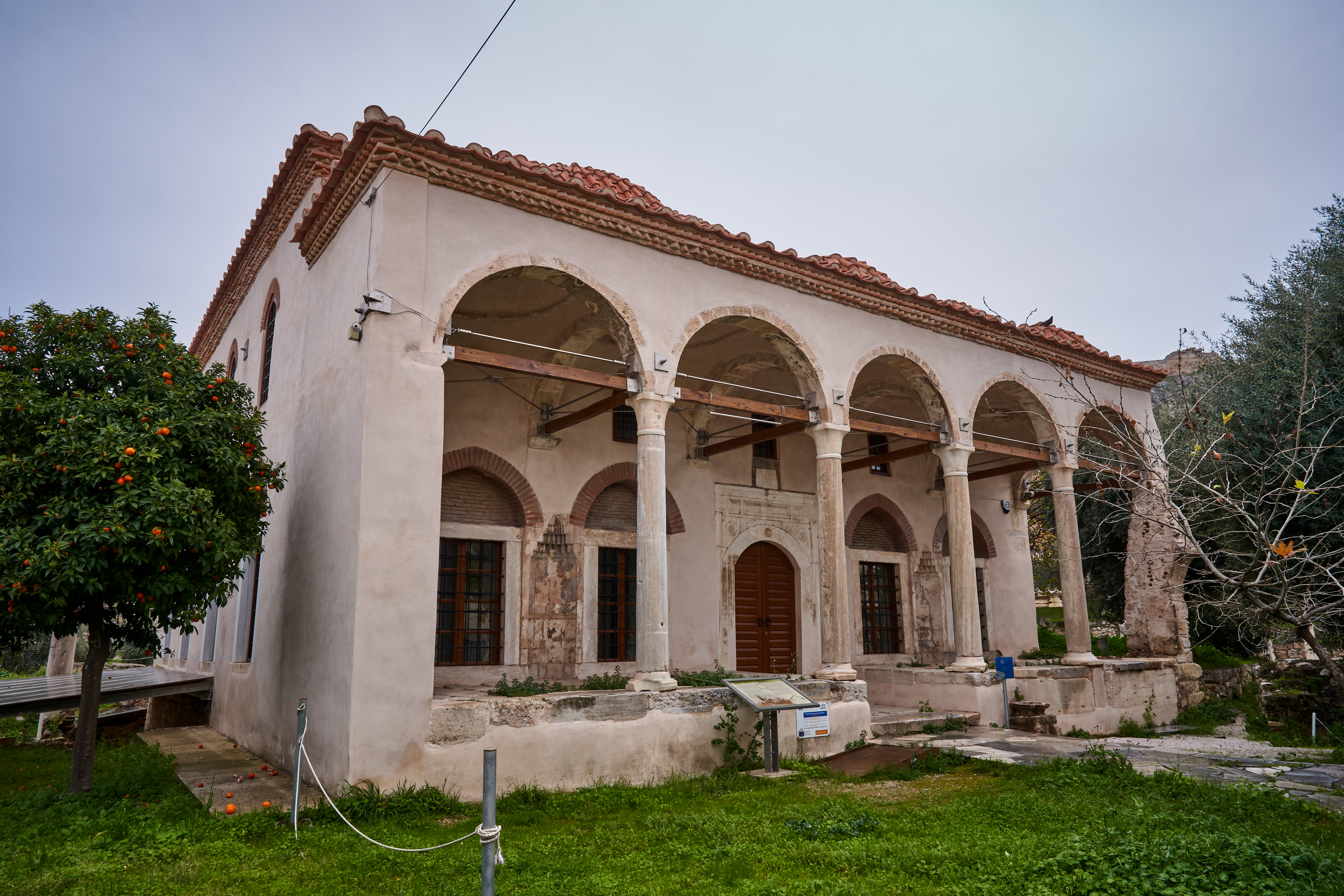
Vista del pòrtic després de la restauració
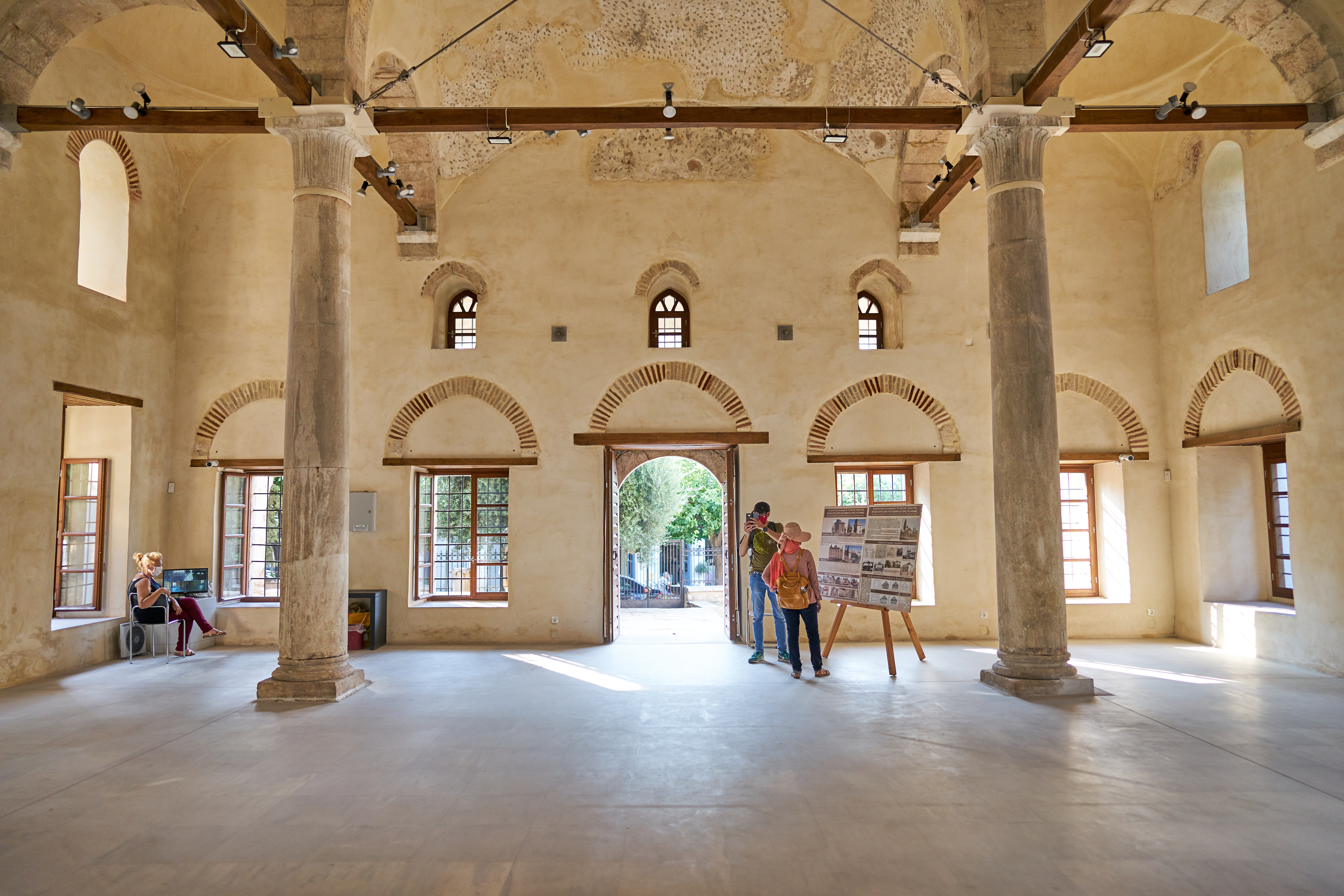
Interior de la mesquita després de la restauració
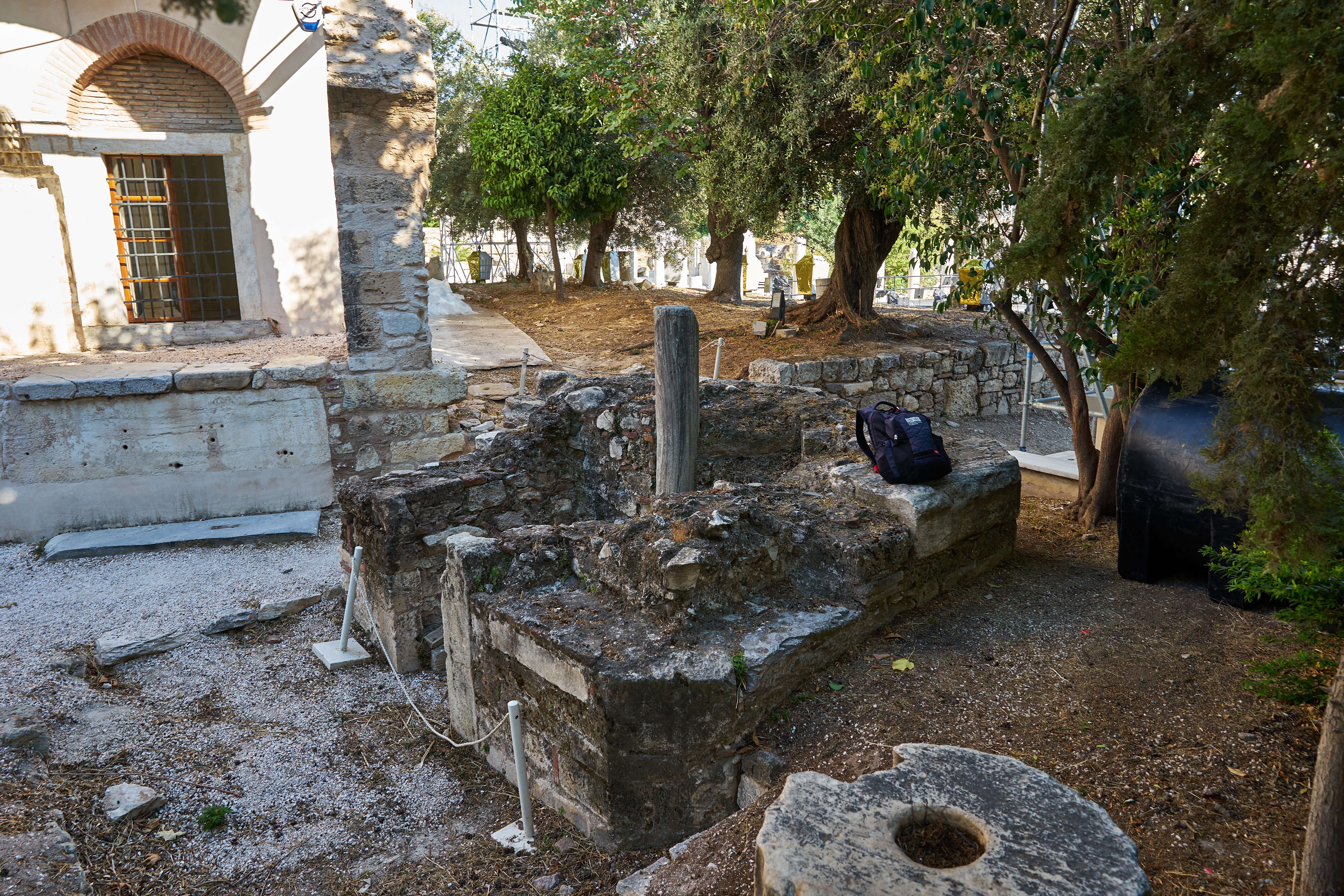
Base del minaret al sud-oest